# تپه گورستان ارقین
تپه قبرستان ارقین مربوط به دوره ساسانیان -قرون اولیه دوران‌های تاریخی پس از اسلام است و در شهرستان زنجان، بخش سجاسرود، روستای ارقین واقع شده و این اثر در تاریخ ۷ مهر ۱۳۸۱ با شمارهٔ ثبت ۶۴۲۵ به‌عنوان یکی از آثار ملی ایران به ثبت رسیده است. این محل را به زبان محلی آربن می‌نامند.